# Steps Ahead
Steps Ahead ist eine 1982 gegründete amerikanische Fusion-Band, die in den 1980er Jahren zunächst den Charakter einer Supergroup hatte.

## Geschichte
Die von Mike Mainieri initiierte Formation entstand aus der Band Steps, die sich als „zeitgenössische Bebop-Band“ (Mainieri) 1979 im New Yorker Nachtclub Seventh Avenue South warmspielte, anschließend in Japan auftrat und erfolgreiche Alben einspielte, die zunächst deutlich am Straight Ahead Jazz orientiert waren.

## Bedeutung
Mit der Kombination von Vibraphon, akustischem Piano und Kontrabass trug die Gruppe zunächst zur Entspannung des Verhältnisses von Fusionjazz und eher konventionellem Jazz bei (new acoustic fusion). Die Band entwickelte sich dann aber in Richtung elektrisch verstärkter Klänge (Synthi-Vibes, Electronic Wind Instrument, E-Bass, Keyboards) und wurde um den verbliebenen Kern Mainieri und Brecker deutlich kommerzieller. Letztlich war Steps Ahead die bekannteste Fusionband der 1980er Jahre. Seit den 1990er Jahren geht sie nur noch gelegentlich auf Tournee. 2008 spielte sie mit Gast Till Brönner auf den Leverkusener Jazztagen.

## Diskografie

### Studioalben
- Steps Ahead (1983)
- Modern Times (1984)
- Magnetic (1986)
- N.Y.C. (1989)
- Yin-Yang (1992)
- Vibe (1994)

### Livealben
- Smokin’ in the Pit, (1980, erweiterte Neuauflage 1999)
- Paradox (1982)
- Live in Tokyo 1986 (1986)
- Holding Together (2005)
- Steppin’ Out (2016)